# Decilhomocitrat sintaza
Decilhomocitrat sintaza (EC 2.3.3.4, 2-decilhomocitratna sintaza, 3-hidroksitetradekan-1,3,4-trikarboksilat 2-oksoglutaratna lijaza (KoA-acilacija)) je enzim sa sistematskim imenom dodekanoil-KoA:2-oksoglutarat C-dodekanoiltransferaza (tioestarska hidroliza, formiranje 1-karboksiundecila). Ovaj enzim katalizuje sledeću hemijsku reakciju
dodekanoil-KoA + H2O + 2-oksoglutarat {\displaystyle \rightleftharpoons } (3S,4S)-3-hidroksitetradekan-1,3,4-trikarboksilat + KoA
Dekanoil-KoA može da deluje umesto dodekanoil-KoA.

## Literatura
- Nicholas C. Price; Lewis Stevens (1999). Fundamentals of Enzymology: The Cell and Molecular Biology of Catalytic Proteins (Third изд.). USA: Oxford University Press. ISBN 019850229X.
- Eric J. Toone (2006). Advances in Enzymology and Related Areas of Molecular Biology, Protein Evolution (Volume 75 изд.). Wiley-Interscience. ISBN 0471205036.
- Branden C; Tooze J. Introduction to Protein Structure. New York, NY: Garland Publishing. ISBN 0-8153-2305-0.
- Irwin H. Segel. Enzyme Kinetics: Behavior and Analysis of Rapid Equilibrium and Steady-State Enzyme Systems (Book 44 изд.). Wiley Classics Library. ISBN 0471303097.

## Spoljašnje veze
- Decylhomocitrate+synthase на 